# Accordo letterario di Vienna

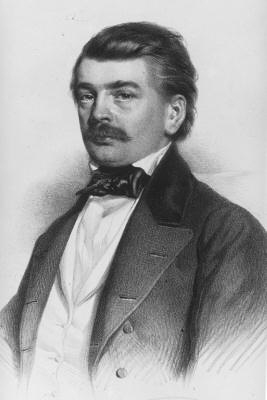
Franz Miklosich

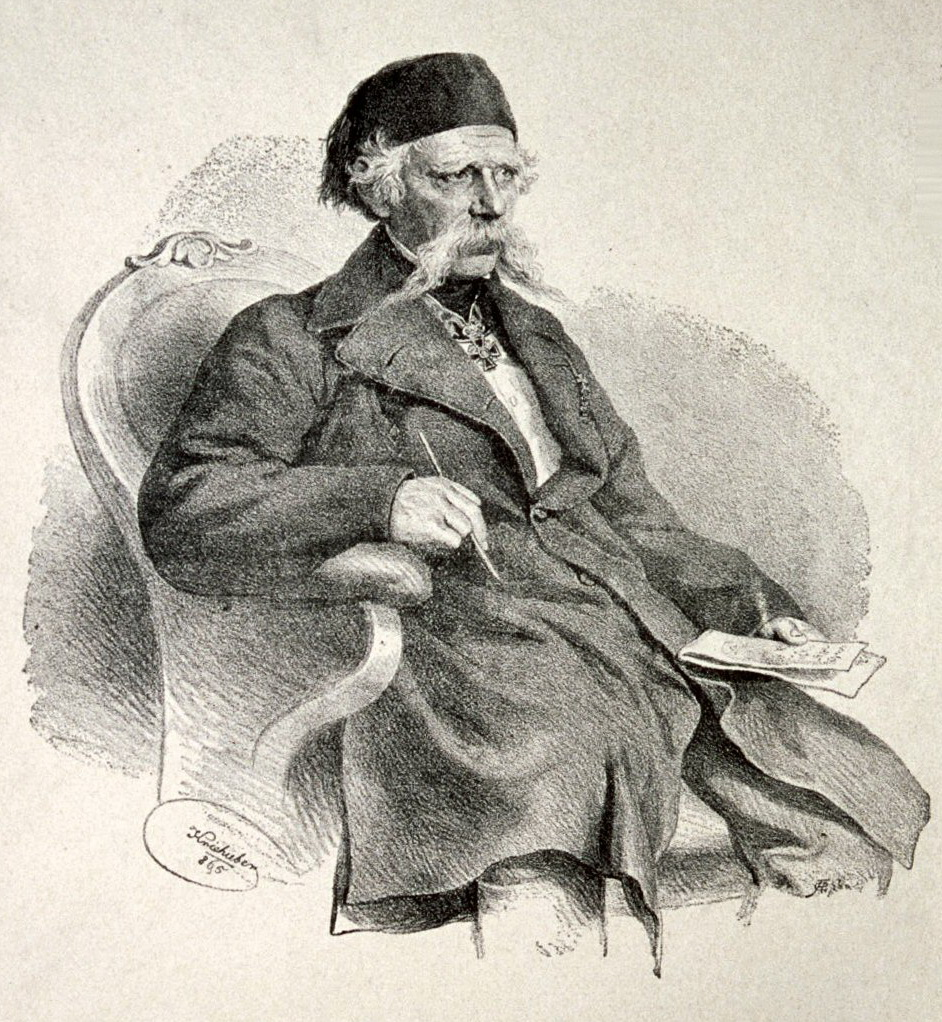
Vuk Karadžić

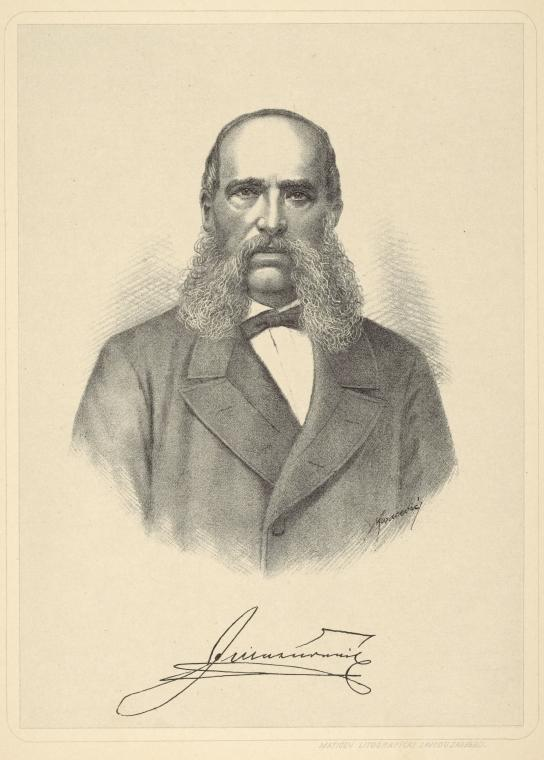
Ivan Mažuranić

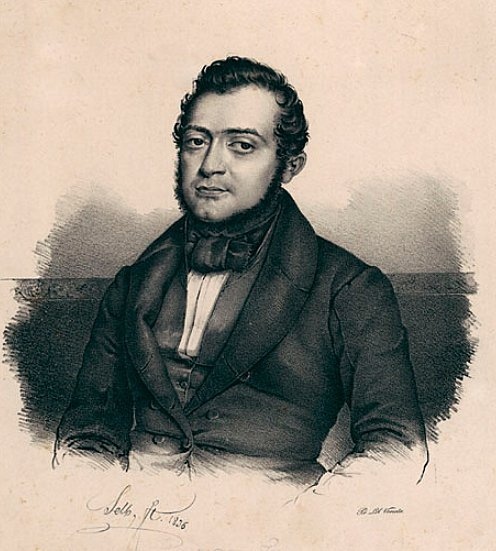
Dimitrije Demeter

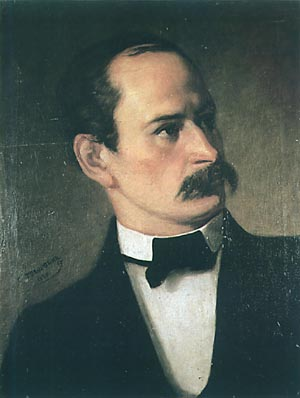
Đuro Daničić

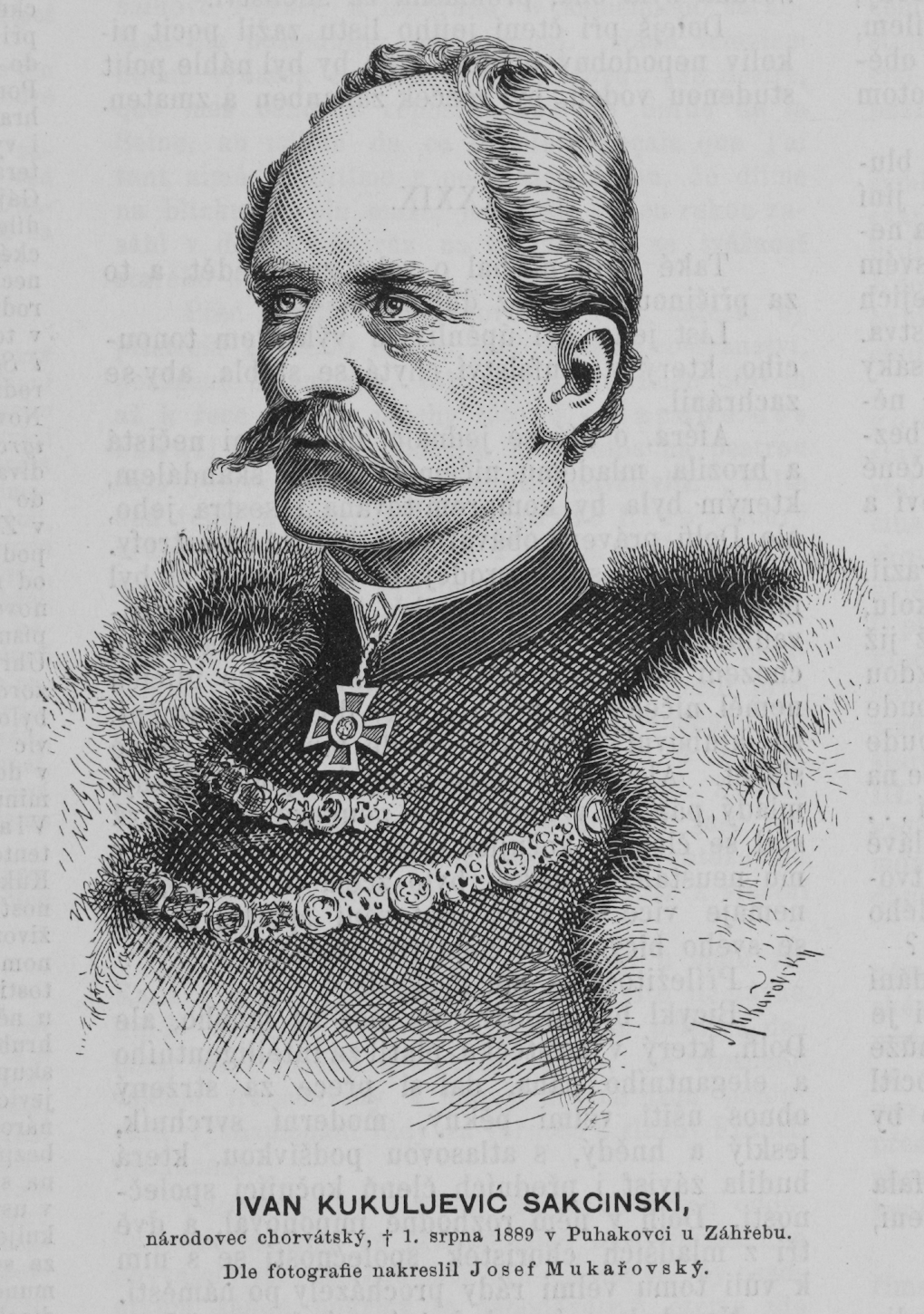
Ivan Kukuljević Sakcinski

L'accordo letterario di Vienna (in serbo-croato Бечки књижевни договор?, Bečki književni dogovor) fu il risultato di un incontro tenutosi nel marzo del 1850, quando scrittori provenienti da Croazia, Serbia e Slovenia si incontrarono per discutere in che maniera le loro differenti letterature potessero essere congiunte ed unite, in modo da standardizzare la lingua serbo-croata. L'accordo riconosceva la comunanza dei dialetti del sud-slavo ed enumerava un insieme basilari di regole grammaticali che venivano condivise.

## Contesto storico
La prima metà del XIX secolo fu un punto di svolta nelle concezioni linguistiche illiriche. In questo periodo, gli illiri hanno tenuto dibattiti con i loro oppositori, e Zagabria, come centro della vita culturale e letteraria croata, è stata una roccaforte per la loro attuazione e propagazione. Tuttavia, con il passare degli anni alcuni dei loro aderenti iniziarono a riconoscere l'inflessibilità dell'unificazione linguistica e letteraria degli slavi del sud, rendendosi conto che l'unica vera alternativa sarebbe stata la creazione di una lingua letteraria comune per croati e serbi, i quali condividono il dialetto stocavo.

## L'accordo
Nel marzo del 1850, l'incontro fu organizzato e tenuto dal linguista e folclorista serbo Vuk Stefanović Karadžić ed il suo stretto seguace Đuro Daničić; lo slavo più eminente del periodo, lo sloveno Franz Miklosich, ed i croati rappresentati da Ivan Kukuljević Sakcinski, Dimitrije Demeter, Ivan Mažuranić, Vinko Pacel, e Stjepan Pejaković.
Furono concordati orientamenti generali per lo sviluppo concepita dalla lingua letteraria comune per croati e serbi; questi erano in accordo con le premesse linguiste ed ortografiche di Karadžić, ed in parte corrispondevano alla fondamentale lingua letteraria croata neo-stocava pre-irillica, che il concetto di illirico sopprimeva a spese della comunanza slavo-meridionale.
I firmatari dell'accordo hanno concordato cinque punti:
1. Hanno deciso di non unire dialetti esistenti, ma di crearne uno nuovo, e che avrebbero dovuto sceglierne uno dei dialetti popolari, seguendo il modello tedesco ed italiano, e ponendolo come base letterale a cui tutti i testi avrebbero dovuto fare riferimento.
2. Hanno accettato all'unanimità la selezione del "dialetto del sud"[1] come lingua letteraria comune per tutti i serbi ed i croati. Vuk Karadžić è stato invitato a scrivere le "regole generali per il dialetto del sud" (opća pravila za južno narječje).
3. Hanno concordato che gli scrittori serbi e montenegrini avrebbero dovuto scrivere h (/x/) ovunque ce ne fosse stato bisogno etimologicamente, come già gli scrittori croati facevano, ed anche alcune persone nelle regioni del sud erano soliti usare nella lingua parlata.
4. Erano tutti d'accordo che il genitivo plurale di nomi ed aggettivi non avrebbe dovuto avere h alla fine perché non vi appartiene etimologicamente, perché non è necessaria come distinzione da altri casi nel paradigma, e perché molti scrittori non la scrivono mai.
5. Fu concordato che prima della sillaba /r/, non si dovrebbe scrivere né una 'o' né una 'e', come invece facevano alcuni scrittori croati, perché ciò si usa nella lingua parlata.

Durante la seconda metà del XIX secolo, queste conclusioni furono pubblicamente chiamate "dichiarazione" ("objava", oppure "izjava"). Il titolo Accordo letterario di Vienna risale al XX secolo.

## Implicazioni ed influenze
L'accordo letterario di Vienna fu variamente interpretato in riferimento alla storia dei croati, sloveni e serbi. Durante la storia della Jugoslavia, specialmente della Repubblica Socialista Federale di Jugoslavia, secondo la dottrina ufficiale, l'accordo stabiliva basi solide per la codificazione finale della lingua croata e di quella serba che presto seguì. Con l'avvento delle lingue standard nazionali, come il bosniaco, il croato ed il serbo negli anni '90, emersero critiche sulla rilevanza dell'accordo.
Ad esempio, secondo Malić, l'evento non ha avuto un'influenza critica per l'ambiente culturale croato, ma "è riuscito a indicare tendenze evolutive nella formazione della lingua letteraria croata che si è conclusa entro la fine del secolo". Malić sostiene che fu solo durante il XX secolo, nell'ambito delle "concezioni del linguaggio unitarista e della politica linguistica", che l'incontro ebbe un'influenza critica nella formazione di una lingua comune serbo-croata.